# 창의적 문제해결
창의적 문제해결(creative problem solving)은 어떤 문제를 해결하기 위한 창의적 해결법을 만들어내는 정신적 과정이다. 이것은 문제해결을 위한 특별한 형태로 어떤 도움을 받기 보다는 독립적으로 문제를 해결하는 것이다.
창의적 문제해결은 창의성이 필요하지만 창의성만으로는 창의적 문제해결을 할 수 없다. 특히 음악이나 시와 같은 예술 분야에서 그러하다. 창의성은 만들어진것의 새로움이나 독창성을 특징으로 하지만 창의된 가치나 다른 사람들이 평가하는 가치에 적합한 것이 아닐 수 있기 때문이다. 창의적 문제해결을 평가하는 데있어 중요한 것은 가치를 가지는 것이며 분명하게 제시된 문제를 풀었는가 또한 상황이 더 나아진 것에 대해 다른이에게 객관적 평가를 받을 수 있는가에 달려있다. 보통 학교에서 내주는 숙제를 푼것으로는 특별히 창의적 문제 해결이라 보기 어려운데 그것은 그 문제에 대한 답이 보통 이미 잘 알려져있는 것들이기 때문이다. 만약 창의된 해결법이 널리 사용된다면 해결법은 '혁신'(innovation)이 될 수 있으며 또한 혁신을 위한 창조 과정이 될 수 있다. 이렇게 널리 퍼지고 오랫동안 사용된 해결법이라면 새로운 전통이 수립될 수도 있다. "모든 혁신은 창의적 문제 해결로 시작된다, 하지만 모든 창의적 문제 해결이 혁신이 되는 것은 아니다" 만약 창의적 문제해결이 새로운 물체, 물질, 과정, 소프트웨어 나 시장적 가치가 있는 상품이 될 수 있다면 발명이 될 수 있다.

## 창의적 문제해결 기술
많은 창의적 기술과 문제해결법이 효과적인 문제에 대한 해결법을 찾기 위해 있다.
다음은 창의적 문제해결법의 종류를 분류한 것이다.
- 창의성 기술: 이는 어떤 사람의 정신자세를 창의성을 가지게 바꾸는 기술이다. 잠깐 쉰다든가, 휴식, 수면을 취하는 것으로도 해결법을 떠오르게 하는 효과가 있다.
- 재설정: 문제를 재설정(reframing)하여 문제를 풀고자 한다. 목표에 대해 진정 원하는 것이 어떤 것인가 질문을 하는 것으로 유용한 영감을 받을 수 있다.
- 무작위 단어 선택: 새로운 아이디어를 많이 얻기 위해 새로운 생각을 떠오르게 할만한 단어, 그림등을 동원하거나 어떤 아이디어를 무작위로 선택하고 원하는 끔 하는 방법이다.

## 창의적 문제해결 도구
다음은 잘 알려진 창의적 문제 해결법 도출을 위한 방법론들이다.
- TRIZ는 발명적 문제 해결 이론 (Theory of Inventive Problem Solving, TIPS)이다. 겐리후 싸울로비추 알트슐레르Genrikh Saulovich Altshuller와 그의 동료에 의해 20만건의 특허들을 분석해서 도출되었다. 이는 특히 특허를 받을 수 있게 하기 위한 개발에 유용하다.
- 마인드맵(mind mapping)은 사실관계, 상황등을 재설정하여 창의적 발상을 돕는 방법이다.
- 브레인 스토밍은 새로운 아이디어를 많이 얻어 내기 위한 그룹 활동이다.
- 창의적 문제해결 과정은 6단계로 이루어진 알렉스 오스본과 시드 파르네스에 의해 만들어진 사고방법론이다.